# Saison 1 de The Voice van Vlaanderen
Pour les articles homonymes, voir Saison 1 de The Voice.
La première saison de The Voice van Vlaanderen dans sa version Flamande de The Voice a été diffusée sur VTM du 25 novembre 2011 au 17 mars 2012. Cette dernière est présentée An Lemmens. Elle a été remportée par Glenn Claes.

## The Blind Auditions
| Légende | Le coach a buzzé (« "I want you" ») | Le candidat est dans l'équipe du coach qui l'a buzzé (s'il est le seul à avoir buzzé) | Le candidat rejoint l’équipe du coach (dans le cas où ils sont plusieurs à avoir buzzé) | — Le candidat est éliminé |

### Épisode 1 (25 novembre)
| Ordre | Candidat                          | Chanson                               | Choix des coachs et des candidats | Choix des coachs et des candidats | Choix des coachs et des candidats | Choix des coachs et des candidats |
| Ordre | Candidat                          | Chanson                               | Alex Callier                      | Jasper Steverlinck                | Koen Wauters                      | Natalia Druyts                    |
| ----- | --------------------------------- | ------------------------------------- | --------------------------------- | --------------------------------- | --------------------------------- | --------------------------------- |
| 1     | Lien Vervoort                     | Nobody's Wife                         |                                   |                                   | —                                 |                                   |
| 2     | Joke Vincke                       | Use Somebody                          |                                   | —                                 | —                                 | —                                 |
| 3     | Bert Voordeckers                  | Girl, You'll be a woman soon          |                                   |                                   |                                   |                                   |
| 4     | Maxine Eeckeloo                   | Someone Like You                      |                                   |                                   |                                   |                                   |
| 5     | Maureen Alberg                    | Proud Mary                            | —                                 | —                                 | —                                 | —                                 |
| 6     | Willem Coppenolle en Bart Barends | All Shook Up                          | —                                 | —                                 | —                                 |                                   |
| 7     | Inge Van Gaver                    | River Deep Mountain High              |                                   | —                                 | —                                 |                                   |
| 8     | Jolien Teuwen                     | Mad About You                         | —                                 | —                                 | —                                 | —                                 |
| 9     | Thea Van Damme                    | Valerie                               |                                   |                                   | —                                 | —                                 |
| 10    | Glenn Claes                       | I Shot the Sheriff                    |                                   |                                   |                                   |                                   |
| 11    | Patricia Lalomia                  | Listen                                | —                                 | —                                 | —                                 | —                                 |
| 12    | Dirk Cassiers                     | Hard to Handle (en)                   |                                   |                                   |                                   |                                   |
| 13    | Thomas Cassiers                   | Ordinary People[précision nécessaire] | —                                 |                                   | —                                 | —                                 |

### Épisode 2 (2 décembre)
| Ordre | Candidat                                | Chanson                           | Choix des coachs et des candidats | Choix des coachs et des candidats | Choix des coachs et des candidats | Choix des coachs et des candidats |
| Ordre | Candidat                                | Chanson                           | Alex Callier                      | Jasper Steverlinck                | Koen Wauters                      | Natalia Druyts                    |
| ----- | --------------------------------------- | --------------------------------- | --------------------------------- | --------------------------------- | --------------------------------- | --------------------------------- |
| 1     | Axelle Aerts                            | It's a man's, man's, man's world  |                                   |                                   |                                   |                                   |
| 2     | Stephen Dhondt                          | Somebody To Love Me               | —                                 | —                                 | —                                 | —                                 |
| 3     | Kizi Van Elschot                        | What Do You Want From Me          | —                                 |                                   |                                   |                                   |
| 4     | Nikita Wilms                            | Total Eclipse of the Heart        | —                                 | —                                 | —                                 |                                   |
| 5     | Marie Schoovaerts                       | Over the Rainbow                  |                                   | —                                 | —                                 | —                                 |
| 6     | Rene Paul Harris                        | Another Day[précision nécessaire] | —                                 | —                                 |                                   | —                                 |
| 7     | Julia Hadian                            | Afscheid                          | —                                 | —                                 | —                                 | —                                 |
| 8     | Kris Ratiau                             | I Don't Want to Be (en)           |                                   | —                                 | —                                 |                                   |
| 9     | Mayken Hoessen                          | One Of Us                         |                                   |                                   |                                   | —                                 |
| 10    | Caroline Van Gils                       | She Will Be Loved                 | —                                 | —                                 | —                                 | —                                 |
| 11    | Yass Smaali                             | The Lazy Song                     | —                                 |                                   |                                   |                                   |
| 12    | Gabriëla, Alexandra en Elisabeth Vinken | Hallelujah                        |                                   |                                   | —                                 |                                   |

### Épisode 3 (9 décembre)
| Ordre | Candidat          | Chanson                               | Choix des coachs et des candidats | Choix des coachs et des candidats | Choix des coachs et des candidats | Choix des coachs et des candidats |
| Ordre | Candidat          | Chanson                               | Alex Callier                      | Jasper Steverlinck                | Koen Wauters                      | Natalia Druyts                    |
| ----- | ----------------- | ------------------------------------- | --------------------------------- | --------------------------------- | --------------------------------- | --------------------------------- |
| 1     | Eveline Billiau   | Angel (en)                            |                                   |                                   |                                   |                                   |
| 2     | Nick Beernaert    | A Kind of Magic                       |                                   |                                   | —                                 |                                   |
| 3     | Leila Minten      | Save Tonight                          | —                                 | —                                 | —                                 | —                                 |
| 4     | Wen Bellens       | Hurt                                  | —                                 | —                                 |                                   | —                                 |
| 5     | Julia             | Chasing Pavements                     | —                                 | —                                 | —                                 | —                                 |
| 6     | Wim Vandenberghe  | Halleluja                             |                                   |                                   |                                   |                                   |
| 7     | Iris Van Straten  | Back to Black                         |                                   | —                                 |                                   | —                                 |
| 8     | Yvette Keijzers   | Piece Of My Heart                     | —                                 |                                   |                                   |                                   |
| 9     | Zinno Luxem       | The Edge of Glory                     | —                                 | —                                 | —                                 | —                                 |
| 10    | Stéphanie Onclin  | Nothing Compares 2 U                  | —                                 |                                   |                                   |                                   |
| 11    | Andries de Winter | The Scientist                         | —                                 | —                                 | —                                 | —                                 |
| 12    | Stefaan de Winter | Summertime                            |                                   | —                                 | —                                 | —                                 |
| 13    | Sylvie Vasière    | Lost!                                 | —                                 | —                                 | —                                 | —                                 |
| 14    | Ludovic Nyamabo   | Ordinary People[précision nécessaire] |                                   |                                   |                                   |                                   |

### Épisode 4 (16 décembre)
| Ordre | Candidat                         | Chanson                                           | Choix des coachs et des candidats | Choix des coachs et des candidats | Choix des coachs et des candidats | Choix des coachs et des candidats |
| Ordre | Candidat                         | Chanson                                           | Alex Callier                      | Jasper Steverlinck                | Koen Wauters                      | Natalia Druyts                    |
| ----- | -------------------------------- | ------------------------------------------------- | --------------------------------- | --------------------------------- | --------------------------------- | --------------------------------- |
| 1     | Natalie Schoonbaert              | Heavy Cross                                       |                                   |                                   |                                   | —                                 |
| 2     | Vanessa Issa                     | You Can Reach Me                                  | —                                 | —                                 | —                                 | —                                 |
| 3     | Tanguy Van Dooren                | I Need a Dollar                                   |                                   |                                   |                                   |                                   |
| 4     | Suzy Verwaest                    | This World                                        |                                   |                                   | —                                 | —                                 |
| 5     | Sofie D'Hondt                    | I Love U I Do                                     | —                                 |                                   |                                   | —                                 |
| 6     | Steffi Oversteyns                | Time After Time                                   | —                                 | —                                 | —                                 | —                                 |
| 7     | Claudia Decaluwé                 | Have a Little Faith                               |                                   |                                   | —                                 |                                   |
| 8     | Astrid Wittevrongel              | Big Girls Don't Cry                               |                                   |                                   |                                   | —                                 |
| 9     | Brent Redant                     | I've Got Dreams To Remember[précision nécessaire] | —                                 | —                                 | —                                 | —                                 |
| 10    | Karen Melis                      | Make you Feel my Love                             | —                                 | —                                 | —                                 |                                   |
| 11    | Wendy Satyn                      | Girl[précision nécessaire]                        | —                                 | —                                 | —                                 | —                                 |
| 12    | Katy Satyn                       | Man in the Mirror                                 | —                                 | —                                 | —                                 | —                                 |
| 13    | Dimitri Verhoeven                | Let's Stay Together                               |                                   |                                   | —                                 |                                   |
| 14    | Kris Struyven en Harry Hendrickx | Unchained Melody (Senza Catene)                   | —                                 | —                                 | —                                 |                                   |

### Épisode 5 (23 décembre)
| Ordre | Candidat           | Chanson                                   | Choix des coachs et des candidats | Choix des coachs et des candidats | Choix des coachs et des candidats | Choix des coachs et des candidats |
| Ordre | Candidat           | Chanson                                   | Alex Callier                      | Jasper Steverlinck                | Koen Wauters                      | Natalia Druyts                    |
| ----- | ------------------ | ----------------------------------------- | --------------------------------- | --------------------------------- | --------------------------------- | --------------------------------- |
| 1     | Kate Desot         | Hurt                                      | —                                 | —                                 | —                                 |                                   |
| 2     | Kathleen Truyts    | Hoeveel ik van je hou                     | —                                 | —                                 | —                                 | —                                 |
| 3     | Pistice Yoka Mpela | U Remind Me                               |                                   |                                   |                                   |                                   |
| 4     | Elisa Guarraci     | The Edge Of Glory                         | —                                 | —                                 | —                                 | —                                 |
| 5     | Claudia Guarraci   | I Just Want To Make Love To You           |                                   | —                                 | —                                 | —                                 |
| 6     | Sonia Pelgrims     | Help!                                     | —                                 | —                                 | —                                 | —                                 |
| 7     | Zippora De Brauwer | You've Got The Love[précision nécessaire] | —                                 |                                   | —                                 |                                   |
| 8     | Vincent Ceunen     | Love You More[précision nécessaire]       |                                   |                                   | —                                 |                                   |
| 9     | Lize Colson        | Sunrise[précision nécessaire]             | —                                 |                                   | —                                 |                                   |
| 10    | Wim Van Poucke     | Wherever You Will Go (en)                 | —                                 | —                                 |                                   | —                                 |
| 11    | Kim Leyers         | Rolling In The Deep                       | —                                 | —                                 | —                                 | —                                 |
| 12    | Matthias Krüger    | Fast Car                                  | —                                 |                                   |                                   |                                   |
| 13    | Sammy Dumetier     | Another Day[précision nécessaire]         | —                                 | —                                 | —                                 | —                                 |
| 14    | Dimitri Jambé      | This Is The Last Time                     | —                                 | —                                 | —                                 |                                   |
| 15    | Eva Jacobs         | If I Ain't Got You                        |                                   |                                   |                                   |                                   |

### Épisode 6 (30 décembre)
| Ordre | Candidat            | Chanson                     | Choix des coachs et des candidats | Choix des coachs et des candidats | Choix des coachs et des candidats | Choix des coachs et des candidats |
| Ordre | Candidat            | Chanson                     | Alex Callier                      | Jasper Steverlinck                | Koen Wauters                      | Natalia Druyts                    |
| ----- | ------------------- | --------------------------- | --------------------------------- | --------------------------------- | --------------------------------- | --------------------------------- |
| 1     | Charlotte Buyl      | Mercy                       |                                   |                                   | —                                 |                                   |
| 2     | Karim Lequenne      | Time After Time             | —                                 | —                                 | —                                 |                                   |
| 3     | Yannie Willems      | I Can't Stand the Rain      | —                                 |                                   |                                   | —                                 |
| 4     | Kenny Belcastro     | Nessun Dorma                |                                   | —                                 |                                   | —                                 |
| 5     | Dorothy Wuyts       | Diep in Mij                 | —                                 | —                                 | —                                 | —                                 |
| 6     | Eley Van Hemelrijck | Stand by My Woman (en)      | —                                 | —                                 |                                   |                                   |
| 7     | Silke Mastbooms     | Right to Be Wrong (en)      | —                                 | —                                 | —                                 |                                   |
| 8     | Els De Martelaere   | I'm Not So Tough (en)       |                                   | —                                 |                                   | —                                 |
| 9     | Kimberley Ceulemans | Angel[précision nécessaire] |                                   | —                                 | —                                 | —                                 |
| 10    | Teresa Orlando      | Sweet About Me              |                                   | —                                 | —                                 | —                                 |
| 11    | Nathalie Hamelton   | That Man (en)               | —                                 | —                                 |                                   | —                                 |

#### Wildcards
| Ordre | Candidat                | Chanson                                 | Coaches      | Coaches            | Coaches      | Coaches        |
| Ordre | Candidat                | Chanson                                 | Alex Callier | Jasper Steverlinck | Koen Wauters | Natalia Druyts |
| ----- | ----------------------- | --------------------------------------- | ------------ | ------------------ | ------------ | -------------- |
| 1     | Jodie Blommaert         | Make You Feel My Love                   |              | —                  | —            | —              |
| 2     | Willem Storms           | Creep                                   |              | —                  | —            | —              |
| 3     | Julia "Kristina" Hadian | Halo                                    | —            | —                  | —            |                |
| 4     | Wesley Meyendonck       | Ain't no Sunshine[précision nécessaire] | —            | —                  |              | —              |
| 5     | Sarah Mulowayi          | At Last                                 | —            | —                  | —            |                |
| 6     | Zinno Luxem             | Drops of Jupiter (Tell Me) (en)         | —            |                    | —            | —              |
| 7     | Ziggy Venneman          | Papillon[précision nécessaire]          | —            |                    | —            | —              |

## The Battle
Entraîneurs et entraîneurs adjoints :
| Alex Callier   | Jasper Steverlinck | Koen Wauters    | Natalia Druyts |
| -------------- | ------------------ | --------------- | -------------- |
| Christa Jérôme | David Poltrock     | Vincent Pierins | Bert Gielen    |

 – Le talent qui a remporté son duel sur décision de son coach

### Épisode 7 (6 janvier)
| Ordre | Coach              | Candidat          | Candidat                          | Chanson                                    |
| ----- | ------------------ | ----------------- | --------------------------------- | ------------------------------------------ |
| 1     | Koen Wauters       | Dirk Cassiers     | Sofie D'Hondt                     | Firework                                   |
| 2     | Jasper Steverlinck | Zusjes Vinken     | Nick Beernaert                    | I Still Haven't Found What I'm Looking For |
| 3     | Alex Callier       | Claudia Guarraci  | Thea Van Damme                    | Tainted Love                               |
| 4     | Natalia Druyts     | Silke Mastbooms   | Willem Coppenolle en Bart Barends | (You're the) Devil in Disguise             |
| 5     | Alex Callier       | Tanguy Van Dooren | Kenny Belcastro                   | Miss Sarajevo                              |
| 6     | Koen Wauters       | Wen Bellens       | Matthias Krüger                   | Broken Strings (en)                        |
| 7     | Natalia Druyts     | Sarah Mulowayi    | Julia "Kristina" Hadian           | Survivor                                   |
| 8     | Jasper Steverlinck | Mayken Hoessen    | Ziggy Venneman                    | 9 Crimes (en)                              |

### Épisode 8 (13 janvier)
| Ordre | Coach              | Candidat                         | Candidat          | Chanson                       |
| ----- | ------------------ | -------------------------------- | ----------------- | ----------------------------- |
| 1     | Natalia Druyts     | Claudia Decaluwé                 | Yvette Keijzers   | Dancing in the Street         |
| 2     | Jasper Steverlinck | Maxine Eeckeloo                  | Thomas Cassiers   | While My Guitar Gently Weeps  |
| 3     | Natalia Druyts     | Axelle Aerts                     | Kate Desot        | Telephone                     |
| 4     | Koen Wauters       | Stéphanie Onclin                 | Rene Paul Harris  | Moves like Jagger             |
| 5     | Alex Callier       | Kimberley Ceulemans              | Jodie Blommaert   | Why Don't You Do Right?       |
| 6     | Natalia Druyts     | Kris Struyven en Harry Hendrickx | Dimitri Jambé     | You're the Voice (en)         |
| 7     | Jasper Steverlinck | Glenn Claes                      | Zinno Luxem       | If You Let Me Stay (en)       |
| 8     | Alex Callier       | Eveline Billiau                  | Dimitri Verhoeven | Pack Up (en)                  |
| 9     | Koen Wauters       | Els De Martelaere                | Wesley Meyendonck | I Don't Want to Talk About It |

### Épisode 9 (20 janvier)
| Ordre | Coach              | Candidat            | Candidat           | Chanson                                     |
| ----- | ------------------ | ------------------- | ------------------ | ------------------------------------------- |
| 1     | Natalia Druyts     | Inge Van Gaver      | Nikita Wilms       | Sleeping in My Car (en)                     |
| 2     | Alex Callier       | Kris Ratiau         | Willem Storms      | Wonderwall                                  |
| 3     | Natalia Druyts     | Yass Smaali         | Karim Lequenne     | The Message[précision nécessaire]           |
| 4     | Alex Callier       | Astrid Wittevrongel | Teresa Orlando     | Non, non, rien n'a changé                   |
| 5     | Koen Wauters       | Kizi Van Elschot    | Wim Van Poucke     | Beast of Burden                             |
| 6     | Jasper Steverlinck | Wim Vandenberghe    | Vincent Ceunen     | Don't Dream It's Over                       |
| 7     | Alex Callier       | Marie Schoovaerts   | Joke Vincke        | Just Can't Get Enough[précision nécessaire] |
| 8     | Jasper Steverlinck | Charlotte Buyl      | Suzy Verwaest      | Toxic                                       |
| 9     | Koen Wauters       | Eva Jacobs          | Pistice Yoka Mpela | Ain't Nothing Like the Real Thing (en)      |

### Épisode 10 (27 janvier)
| Ordre | Coach              | Candidat            | Candidat            | Chanson                                   |
| ----- | ------------------ | ------------------- | ------------------- | ----------------------------------------- |
| 1     | Koen Wauters       | Bert Voordeckers    | Nathalie Hamelton   | The Lady is a Tramp                       |
| 2     | Jasper Steverlinck | Lize Colson         | Natalie Schoonbaert | Coming Around Again[précision nécessaire] |
| 3     | Natalia Druyts     | Ludovic Nyamabo     | Karen Melis         | Easy Lover                                |
| 4     | Jasper Steverlinck | Zippora De Brauwer  | Lien Vervoort       | It's My Life[précision nécessaire]        |
| 5     | Koen Wauters       | Eley Van Hemelrijck | Yannie Willems      | As                                        |
| 6     | Alex Callier       | Iris Van Straten    | Stefaan de Winter   | Video Games                               |

### The Sing Off
| Sing Off # | Coach              | Candidat                         | Chanson                                   |
| ---------- | ------------------ | -------------------------------- | ----------------------------------------- |
| Sing Off 1 | Natalia Druyts     | Inge Van Gaver                   | River Deep Mountain High                  |
| Sing Off 1 | Natalia Druyts     | Yvette Keijzers                  | Piece Of My Heart                         |
| Sing Off 1 | Natalia Druyts     | Kris Struyven en Harry Hendrickx | Unchained Melody (Senza Catene)           |
| Sing Off 2 | Jasper Steverlinck | Charlotte Buyl                   | Mercy                                     |
| Sing Off 2 | Jasper Steverlinck | Lize Colson                      | Sunrise[précision nécessaire]             |
| Sing Off 2 | Jasper Steverlinck | Zippora De Brauwer               | You've Got The Love[précision nécessaire] |
| Sing Off 3 | Koen Wauters       | Stéphanie Onclin                 | Nothing Compares 2 U                      |
| Sing Off 3 | Koen Wauters       | Wim Van Poucke                   | Wherever You Will Go (en)                 |
| Sing Off 3 | Koen Wauters       | Matthias Krüger                  | Fast Car                                  |
| Sing Off 4 | Alex Callier       | Thea Van Damme                   | Valerie[précision nécessaire]             |
| Sing Off 4 | Alex Callier       | Joke Vincke                      | Use Somebody                              |
| Sing Off 4 | Alex Callier       | Astrid Wittevrongel              | Big Girls Don't Cry                       |

## The Liveshows
— Candidat a été éliminé par le coach
 — Sauvé après le sing off
 — Éliminé après le sing off

### Épisode 11 (3 février)
| Ordre | Coach              | Candidat            | Chanson                                  | Résultat                      |
| ----- | ------------------ | ------------------- | ---------------------------------------- | ----------------------------- |
| 1     | Jasper Steverlinck | Wim Vandenberghe    | Big Love[précision nécessaire]           | Candidat a été éliminé        |
| 2     | Koen Wauters       | Eley Van Hemelrijck | Señorita[précision nécessaire]           | Candidat a été éliminé        |
| 3     | Jasper Steverlinck | Zusjes Vinken       | Bang Bang[précision nécessaire]          | Sauvé par les téléspectateurs |
| 4     | Koen Wauters       | Bert Voordeckers    | White Room                               | Sauvé par les téléspectateurs |
| 5     | Jasper Steverlinck | Mayken Hoessen      | You and Your Sister (en)                 | The Sing Off                  |
| 6     | Koen Wauters       | Els De Martelaere   | Brass in Pocket                          | Candidat a été éliminé        |
| 7     | Jasper Steverlinck | Maxine Eeckeloo     | I Can't Make You Love Me                 | Sauvé par le coach            |
| 8     | Koen Wauters       | Pistice Yoka Mpela  | It Girl                                  | The Sing Off                  |
| 9     | Jasper Steverlinck | Charlotte Buyl      | I Follow Rivers                          | Candidat a été éliminé        |
| 10    | Koen Wauters       | Dirk Cassiers       | Make You Feel My Love                    | Sauvé par les téléspectateurs |
| 11    | Jasper Steverlinck | Glenn Claes         | I Could Never Take the Place of Your Man | Sauvé par les téléspectateurs |
| 12    | Koen Wauters       | Stéphanie Onclin    | Weak                                     | Sauvé par le coach            |

### Épisode 12 (10 février)
| Ordre | Coach          | Candidat                         | Chanson                               | Résultat                      |
| ----- | -------------- | -------------------------------- | ------------------------------------- | ----------------------------- |
| 1     | Alex Callier   | Eveline Billiau                  | Heaven                                | Sauvé par les téléspectateurs |
| 2     | Natalia Druyts | Kris Struyven en Harry Hendrickx | Caruso                                | Sauvé par les téléspectateurs |
| 3     | Alex Callier   | Willem Storms                    | Hey Ya!                               | Candidat a été éliminé        |
| 4     | Natalia Druyts | Axelle Aerts                     | Domino                                | Candidat a été éliminé        |
| 5     | Alex Callier   | Jodie Blommaert                  | Anyone Who Had a Heart                | The Sing Off                  |
| 6     | Natalia Druyts | Sarah Mulowayi                   | I Want You Back[précision nécessaire] | Candidat a été éliminé        |
| 7     | Alex Callier   | Joke Vincke                      | Like a Virgin                         | Sauvé par le coach            |
| 8     | Natalia Druyts | Yass Smaali                      | The Most Beautiful Girl in the World  | The Sing Off                  |
| 9     | Alex Callier   | Iris Van Straten                 | The River                             | Sauvé par les téléspectateurs |
| 10    | Natalia Druyts | Silke Mastbooms                  | American Boy                          | Sauvé par les téléspectateurs |
| 11    | Alex Callier   | Tanguy Van Dooren                | On a Mission (en)                     | Candidat a été éliminé        |
| 12    | Natalia Druyts | Ludovic Nyamabo                  | Work It Out                           | Sauvé par le coach            |

 — Candidat a été éliminé par le coach
 — Le 2e candidat sauvé par le coach

### Épisode 13 (17 février)
| Ordre | Coach              | Candidat           | Chanson                  | Résultat                      |
| ----- | ------------------ | ------------------ | ------------------------ | ----------------------------- |
| 1     | Koen Wauters       | Pistice Yoka Mpela | Let's Stay Together      | Candidat a été éliminé        |
| 2     | Jasper Steverlinck | Glenn Claes        | The Sound of Silence     | Sauvé par les téléspectateurs |
| 3     | Koen Wauters       | Dirk Cassiers      | Boogie Down (en)         | Sauvé par les téléspectateurs |
| 4     | Jasper Steverlinck | Zusjes Vinken      | Bad Things               | Candidat a été éliminé        |
| 5     | Koen Wauters       | Stéphanie Onclin   | When a Man Loves a Woman | Sauvé par le coach            |
| 6     | Jasper Steverlinck | Mayken Hoessen     | What I Am (en)           | Sauvé par le coach            |
| 7     | Koen Wauters       | Bert Voordeckers   | Touch Me                 | Sauvé par le coach            |
| 8     | Jasper Steverlinck | Maxine Eeckeloo    | Dancing in the Dark      | Sauvé par le coach            |

### Épisode 14 (24 février)
| Ordre | Coach          | Candidat                         | Chanson                    | Résultat                      |
| ----- | -------------- | -------------------------------- | -------------------------- | ----------------------------- |
| 1     | Natalia Druyts | Kris Struyven en Harry Hendrickx | Under Pressure             | Candidat a été éliminé        |
| 2     | Alex Callier   | Iris Van Straten                 | Hurt                       | Sauvé par le coach            |
| 3     | Natalia Druyts | Ludovic Nyamabo                  | Lovely Day                 | Sauvé par le coach            |
| 4     | Alex Callier   | Joke Vincke                      | Heartbeats (en)            | Sauvé par le coach            |
| 5     | Natalia Druyts | Yass Smaali                      | When I Get You Alone (en)  | Sauvé par le coach            |
| 6     | Alex Callier   | Jodie Blommaert                  | Handbags and Gladrags (en) | Candidat a été éliminé        |
| 7     | Natalia Druyts | Silke Mastbooms                  | Ain’t It Funny             | Sauvé par les téléspectateurs |
| 8     | Alex Callier   | Eveline Billiau                  | Unfinished Sympathy        | Sauvé par les téléspectateurs |

### Épisode 15 (2 mars)
| Ordre | Coach              | Candidat         | Chanson                     | Résultat                      |
| ----- | ------------------ | ---------------- | --------------------------- | ----------------------------- |
| 1     | Koen Wauters       | Dirk Cassiers    | Whole Lotta Rosie           | Candidat a été éliminé        |
| 2     | Jasper Steverlinck | Mayken Hoessen   | Manic Monday                | Candidat a été éliminé        |
| 3     | Alex Callier       | Joke Vincke      | Addicted to Love            | Sauvé par le coach            |
| 4     | Natalia Druyts     | Yass Smaali      | How Will I Know             | Sauvé par le coach            |
| 5     | Koen Wauters       | Stéphanie Onclin | I'm So Lonesome I Could Cry | Sauvé par le coach            |
| 6     | Jasper Steverlinck | Maxine Eeckeloo  | Best of You                 | Sauvé par le coach            |
| 7     | Koen Wauters       | Bert Voordeckers | Into My Arms                | Sauvé par les téléspectateurs |
| 8     | Alex Callier       | Eveline Billiau  | Night Air (en)              | Candidat a été éliminé        |
| 9     | Natalia Druyts     | Ludovic Nyamabo  | Are You Gonna Go My Way     | Candidat a été éliminé        |
| 10    | Alex Callier       | Iris Van Straten | Somebody to Love Me         | Sauvé par les téléspectateurs |
| 11    | Natalia Druyts     | Silke Mastbooms  | Right Here Waiting          | Sauvé par les téléspectateurs |
| 12    | Jasper Steverlinck | Glenn Claes      | Naïve (en)                  | Sauvé par les téléspectateurs |

### Épisode 16 — Demi-finale (9 mars)
| Ordre | Coach              | Candidat                            | Catégorie | Chanson                             | Résultat               |
| ----- | ------------------ | ----------------------------------- | --------- | ----------------------------------- | ---------------------- |
| 1     | Natalia Druyts     | Silke Mastbooms                     | solo      | Girls Just Want to Have Fun         | Finaliste              |
| 2     | Jasper Steverlinck | Maxine Eeckeloo & Glenn Claes       | duet      | Big Jet Plane                       | —                      |
| 3     | Koen Wauters       | Bert Voordeckers                    | solo      | Heroes[précision nécessaire]        | Finaliste              |
| 4     | Alex Callier       | Iris Van Straten                    | solo      | Martha                              | Finaliste              |
| 5     | Natalia Druyts     | Silke Mastbooms & Yass Smaali       | duet      | Signed, Sealed, Delivered I'm Yours | —                      |
| 6     | Jasper Steverlinck | Glenn Claes                         | solo      | Message in a Bottle                 | Finaliste              |
| 7     | Jasper Steverlinck | Maxine Eeckeloo                     | solo      | Run Baby Run                        | Candidat a été éliminé |
| 8     | Koen Wauters       | Bert Voordeckers & Stéphanie Onclin | duet      | Get It On[précision nécessaire]     | —                      |
| 9     | Alex Callier       | Joke Vincke                         | solo      | Sweet Jane                          | Candidat a été éliminé |
| 10    | Natalia Druyts     | Yass Smaali                         | solo      | Pour que tu m’aimes encore          | Candidat a été éliminé |
| 11    | Alex Callier       | Iris Van Straten & Joke Vincke      | duet      | Where the Wild Roses Grow           | —                      |
| 12    | Koen Wauters       | Stéphanie Onclin                    | solo      | Set Fire to the Rain                | Candidat a été éliminé |

#### Résultat
| Coach              | Candidat         | Points coach | Points téléspectateurs | Total | Résultat               | Chanson                     |
| ------------------ | ---------------- | ------------ | ---------------------- | ----- | ---------------------- | --------------------------- |
| Koen Wauters       | Bert Voordeckers | 55           | 68                     | 123   | Finaliste              | Come                        |
| Koen Wauters       | Stéphanie Onclin | 45           | 32                     | 77    | Candidat a été éliminé | —                           |
| Jasper Steverlinck | Glenn Claes      | 60           | 57                     | 117   | Finaliste              | Knight in Shining Armour    |
| Jasper Steverlinck | Maxine Eeckeloo  | 40           | 43                     | 83    | Candidat a été éliminé | —                           |
| Natalia Druyts     | Silke Mastbooms  | 59           | 76                     | 135   | Finaliste              | Awake[précision nécessaire] |
| Natalia Druyts     | Yass Smaali      | 41           | 24                     | 65    | Candidat a été éliminé | —                           |
| Alex Callier       | Iris Van Straten | 60           | 69                     | 129   | Finaliste              | Teasing                     |
| Alex Callier       | Joke Vincke      | 40           | 31                     | 71    | Candidat a été éliminé | —                           |

### Épisode 17 — Finale (17 mars)
| Ordre | Coach              | Candidat         | Chanson                      |
| ----- | ------------------ | ---------------- | ---------------------------- |
| 1     | Koen Wauters       | Bert Voordeckers | Girl, You'll Be a Woman Soon |
| 2     | Jasper Steverlinck | Glenn Claes      | Have a Nice Day              |
| 3     | Alex Callier       | Iris Van Straten | Video Games                  |
| 4     | Natalia Druyts     | Silke Mastbooms  | Hot Stuff                    |
| 5     | Koen Wauters       | Bert Voordeckers | Instant Karma!               |
| 6     | Alex Callier       | Iris Van Straten | Time to Pretend              |
| 7     | Natalia Druyts     | Silke Mastbooms  | American Boy                 |
| 8     | Jasper Steverlinck | Glenn Claes      | I Shot the Sheriff           |

#### Résultat
| Classement | Candidat                          | Coach                     | Résultat |
| ---------- | --------------------------------- | ------------------------- | -------- |
| 1          | Glenn Claes                       | Jasper Steverlinck        | 52 %     |
| 2          | Silke Mastbooms                   | Natalia Druyts            | 48 %     |
| —          | Iris Van Straten Bert Voordeckers | Alex Callier Koen Wauters | éliminé  |

## Audiences
| Épisode | Date             | Téléspectateurs | Classement |
| ------- | ---------------- | --------------- | ---------- |
| 1       | 25 novembre 2011 | 700 231         | 15         |
| 2       | 2 décembre 2011  | 858 073         | 11         |
| 3       | 9 décembre 2011  | 934 479         | 10         |
| 4       | 16 décembre 2011 | 936 099         | 9          |
| 5       | 23 décembre 2011 | 997 379         | 8          |
| 6       | 30 décembre 2011 | 1 055 528       | 8          |
| 7       | 6 janvier 2012   | 975 337         | 8          |
| 8       | 13 janvier 2012  | 921 091         | 11         |
| 9       | 20 janvier 2012  | 798 301         | 16         |
| 10      | 27 janvier 2012  | 897 141         | 11         |
| 11      | 3 février 2012   | 821 475         | 13         |
| 12      | 10 février 2012  | 765 622         | 17         |
| 13      | 17 février 2012  | 829 469         | 14         |
| 14      | 24 février 2012  | 749 187         | 14         |
| 15      | 2 mars 2012      | 763 468         | 15         |
| 16      | 9 mars 2012      | 669 078         | 22         |
| 17      | 17 mars 2012     | 705 899         | 15         |